# HD 171149
HD 171149，又名BD-06 4791，SAO 142386、HR 6963，是一颗恒星，视星等为6.36，位于銀經25.61，銀緯1.3，其B1900.0坐标为赤經18h 28m 1.6s，赤緯-5° 1.3′ 7″。